# برتشتاین

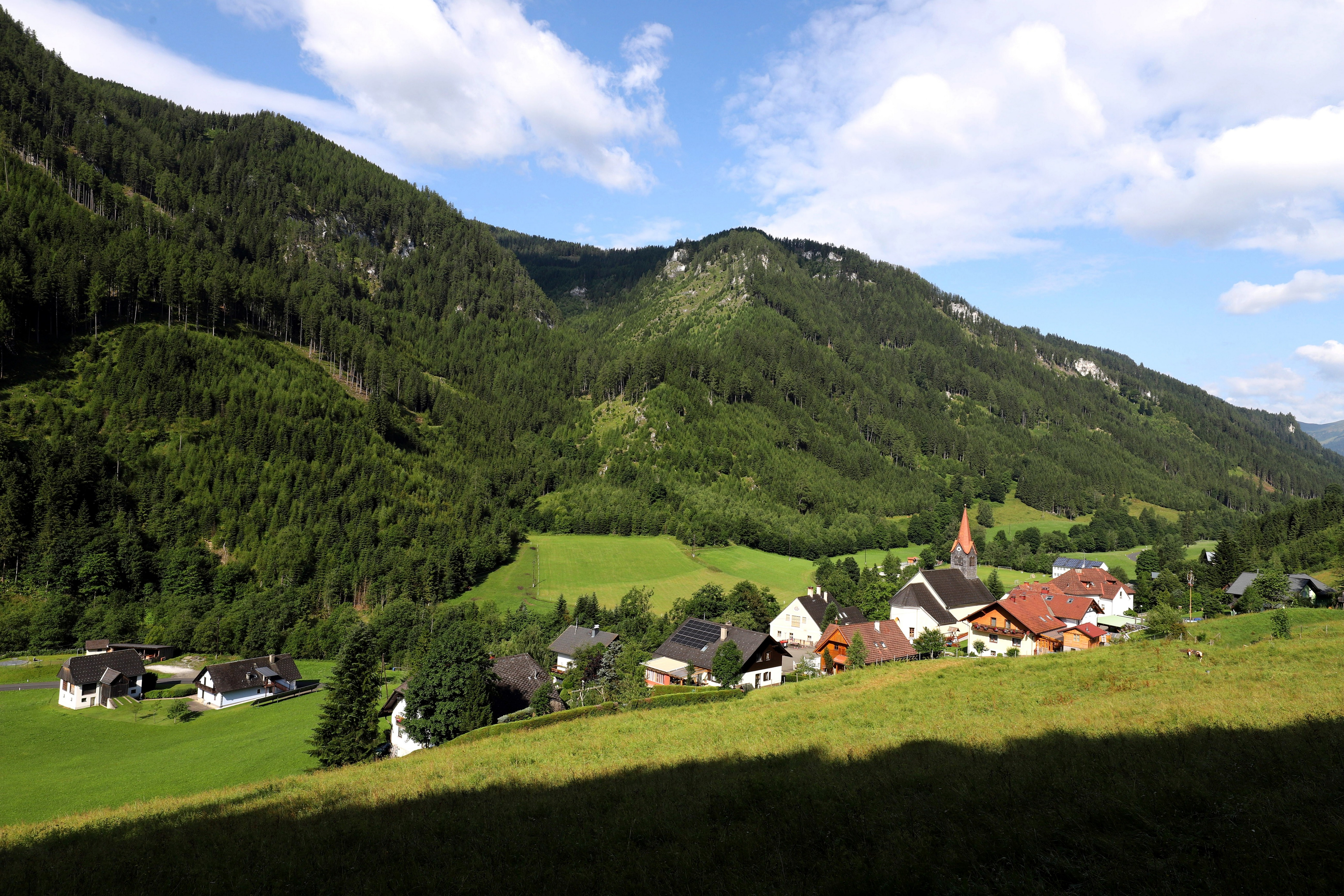

برتشتاین (به آلمانی: Bretstein) یک منطقهٔ مسکونی در اتریش است که در مورتال واقع شده‌است. برتشتاین ۹۱٫۳۱ کیلومتر مربع مساحت دارد ۱٬۰۳۶ متر بالاتر از سطح دریا واقع شده‌است.